# Adisomus duckei
Adisomus duckei är en spindeldjursart som beskrevs av James Cokendolpher och Paul Reddell 2000. Adisomus duckei ingår i släktet Adisomus och familjen Hubbardiidae. Inga underarter finns listade i Catalogue of Life.